# Верхнє Висоцьке
Ве́рхнє Висо́цьке (до 1946 року Висоцко Вижне) — село в Боринській селищній громаді Самбірського району Львівської області. У селі 740 дворів, 2118 мешканців.

## Географія
Розташоване село в Українських Карпатах за 32 км. від  м.  Турка,  за 17 км. від залізничної станції Сянки.
Найближчі аеропорти: UDJ — Міжнародний аеропорт Ужгород (91.1 км.), LWO — Міжнародний аеропорт Львів (134.4 км.).
Посеред села протікає крутим бігом з півдня на північ річка Стрий. Живлять її з обох сторін численні малі притоки.
Найвища точка села  на сході  — Грешова (Крешова) гора  (834 м.), а найнижча — долина Стрию на півночі (625 м.).
Площа поселення становить: 4 км. кв. Середня висота становить: 651 м. над рівнем моря.

## Топонімія

### Назва села
Слово "Верхнє" вказує на його розташування відносно села Нижнє Висоцьке. А щодо слова "Висоцьке", то воно протягом історичного часу декілька разів зазнавало зміни — Висоцько, Висіцьке — через що маємо і різні тлумачення його походження. Одні виводять його від слова "високо", "височани", тобто високе розміщення в горах. Звідси, очевидно, бере початок й прізвище місцевих  Височанських. Однак відомий  краєзнавець, виходець з цих місць — Валерій Височанський — припускає, що в районі теперішніх сіл Нижнє і Верхнє Висоцьке вздовж шляху «Руська Путь» були зроблені позначки («вивіски»), звідти і пішла назва сіл, у первісному звучанні Висічки Нижні і Висічки Вижні. Згодом обидва слова зазнали трансформації.

### Хутори
Село складається з таких хуторів: Верхній Кінець, Нижній Кінець, Лукошка, Млинівка, Беріг, Луги, Заголиця, Даничин Потік, Матляки, Моголів, Свининець, Свальванина.

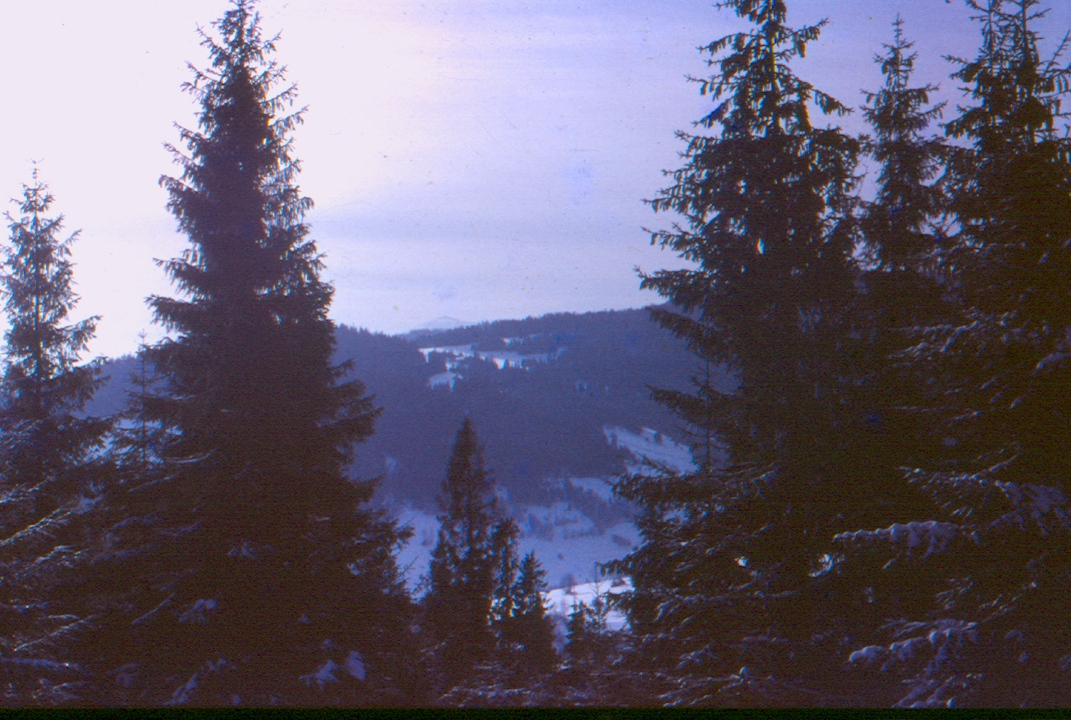
Вид на гору Пікуй

До наших днів збереглась цікава легенда про походження назви однієї із частин села — «Даничин Потік». Це те місце на торговому шляхові Руська Путь, де проходили і зупинялись на відпочинок князі Роман, Данило і Лев. Особливо запам'ятався місцевим жителям Данило. Він зупинявся завжди в одному місці, спілкувався з людьми, тому й назвали люди потік, де зупинявся князь Данило, — Даничин (місцеві вимовляють цю назву як Даничат Потік). Імовірно, що князь Данило сам, а пізніше з сином Левом, досить часто тут бував, коли «ходив на угри», адже угорський король був йому сватом, а Левові — тестем. Вони на кілька днів зупинялись у цій місцевості, бо попереду — багатокілометровий підйом і треба було дати відпочинок коням і людям. Очевидно, тут був княжий остріг.

## Історія
Дослідники припускають, що перше поселення на цій території виникло на початку XIII ст. як один з перевалочних пунктів на давньому торговому шляху "Руська путь" Галицько-Волинського князівства.
1349 р. — Польське королівство завоювало Галичину, яка увійшла до його складу як автономне Королівство Русі. З 1387 р., після суперечностей з Угорщиною, яка певний час володіла цими землями, Польща остаточно утвердила тут свою владу. А село увійшло до складу спершу Перемишльської землі, а згодом — до Самбірського повіту Руського воєводства.
Вперше згадується село під назвою «Висоцьке» у письмових документах за 1430 рік. Тоді польський король Владислав Ягайло віддав його за 200 гривень Сенькові Дзюрдзьовичу-Ступницькому i зобов'язав щорічно постачати війську 100 ягнят.
На початкових етапах в документах не вказано, про яке саме Висоцьке йде мова, не вказувалося Верхнє чи Нижнє, просто писали назву в латинських текстах «Vissoczke» або ж «Wischoszeke». Верхнє Висоцьке було шляхетським селом i передавалось у спадок («villa herditarta»), у той час як Нижнє Висоцьке з 1538 р. (після поділу земель комісією королеви Бони на королівські та шляхетські) стало королівським («villa regalis»).
У 1431 р. король Ягайло подарував Турку та прилеглі території угорському графу Іванові Волоху за військові заслуги. Від одного з його внуків — Дмитра (Думки) — походить шляхетський рід, що взяв прізвище від Висоцька, відомий як Височанські.
Височанські мали такі придомки: Петрушевич, Верижич, Мінькович, Янкович, Фагараш, Швабович та інші.
Є відомості, що за часів короля Сигізмунда I Старого, Дмитро Височанський подарував одному із своїх синів Верхнє Висоцьке, другому — Комарники, а третьому — Матків з Івашківцями. Парох Комарників Щасний Саламон твердив, що ще в 1880 р. бачив у Верхньому Висоцьку фундаційний лист, який документально закріпив цей дар багатого дідича своїм синам.
Уперше тут згадуються Височанські в 1505 році, коли засновник роду Дмитро Височанський написав прохання до короля Олександра, про видання йому нового документу про привілеї, замість того, що згорів в Самборі, під час нападу татар, у 1497 р.
В 1506 році король Олександр привілеєм, виданим у Любліні, віддає землі шляхтичам Сашкові і Гадурові Комарницьким, Васконові Турянському і Дмитру Височанському — спадкоємцям сіл Комарники, Тур'є і Висоцьке.
У 1565 році у В. Висоцькому було освоєно вже 58,75 лана землі, що є доказом раннього заселення цієї місцевості.

У другій половині ХVII сторіччя тут працювали однокласова школа, лісопилка та млин.

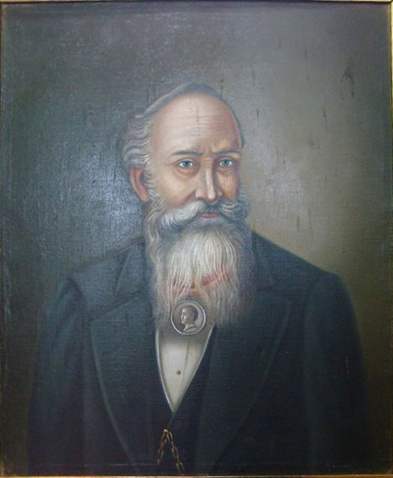
Меценат Василь Верига-Височанський-Петрушевич

 В 1762 році Ян Височанський подарував частину землі у Висоцьку Верхньому Янові Топільницькому. Пізніше ці землі придбав Ян Гошівський-Городкевич.
Чималим шматком землі у Верхньому Висоцьку, після Михайла Височанського, в 1753 р. володіли священики-василіани за Лаврівського монастиря. Від них ці землі викупив Броніслав Осуховський, а від нього — Леб Голдрейх, який пізніше їх розпарцелював.
1772 р. — Габсбурзька імперія захопила Галичину, а село увійшло до складу Самбірського округу Королівства Галичини і Лодомерії, а з 1856 р. — до Турецького повіту. З 1782 р. В. Висоцьке стає центром домінії.
1875 р. — у селі відкрито першу державну школу.
Перша світова війна (1914—1918 рр.) дійшла і до Турківщини, адже тут проходив австро-російський фронт. Однак Верхнє Висоцьке порівняно з сусідніми селами не зазнало значних руйнувань. Під час Галицької битви (10 серпня — 13 вересня 1914 рр.) Російська імператорська армія розбила австро-угорські війська та згодом окупувала Галичину та Буковину. На їх території було створено Галицько-Буковинське генерал-губернаторство, а село, відповідно, увійшло до Турківського повіту Львівської губернії.
Генерал-губернатор краю, граф Георгій Бобринський, головним завданням своєї адміністрації вважав якнайшвидше надання захопленим землям «російського характеру» і викорінення «мазепинства», тому його політика зводилася до русифікації галицьких українців. 

Церква Успіння Пресвятої Богородиці

Після закінчення Першої світової війни Австро-Угорська імперія у 1918 р. розпалась. В листопаді 1918 р. на західноукраїнських землях постала ЗУНР, на яку відразу напала Польща. Село підпорядковувалось Самбірському військовому округу Львівської області.
До кінця липня 1919 р. полякам (за допомогою прибулої з Франції Армії Галлера) вдалось захопити територію Галичини. Верхнє Висоцьке, відоповідо до нового адміністративного поділу, увійшло у 1920 р. до Турчанського повіту Львівського воєводства. Краєм прокотилися хвилі репресій та полонізації.
У період між двома світовими війнами у селі діяла лабораторія, де працював польський мікробіолог Рудольф Вайгль — творець вакцини проти висипного тифу.
У 1933 році на лісопильному заводі відбувся страйк робітників. Керували страйком члени місцевого осередку КПЗУ.
Вересень 1939 р. — СРСР приєднав Галичину. 27 січня село включене до Боринського району Дрогобицької області УРСР.
Цього ж року вивезли на Сибір двох монахинь, а в монастирі відкрили школу, яка проіснувала там до німецької окупації.
З 17 по 26 січня 1940 р. Верхнє Висоцьке було районним центром.
22 червня 1941 р. — Німеччина напала на СРСР, захопивши українські землі. Село перебувало у складі Самбірської, а з 1943 р. — Дрогобицької округи (області) Дистрикту Галичина, який був включений до Польського генерал-губернаторства.
Німці відновили збірні громади (по 6-10 сіл), які називалися волостями. На чолі волості був війт, а в кожному селі — солтис. Німецька окупаційна адміністрація вимагала беззастережного підпорядкування, а за непослух загрожувало покарання буками або розстріл. На селян були накладені великі контингенти зерном, м'ясом і молоком. Якщо господар не виконував призначений контингент, тоді німецька жандармерія робила у нього ревізію, а коли щось знаходила, то забирала всі продукти, а «винуватця» вивозили в концтабір.
Згодом було організовано набір добровольців у дивізію СС "Галичина". Серед тих, хто сприйняв дивізію, як зародок Української національної армії були брати Мирон та Олекса Ляхи. Третій брат Михайло був організатором старшинського вишколу УПА під селом Недільна. Втік з дивізії Мирон до брата. 30 листоппада 1943 р. нацистсти нападають на школу. Мирон з молодими курсантами вступив у нерівний бій. Вирватись з оточення не вдалося. 33 бійця патріотичного цвіту нації гине. Мирона окупанти захоплюють в полон, а згодом розстрілюють.
Влітку наступного року бійці Української народної самооборони без жодного пострілу роззброюють сільську німецьку комендатуру, забирають зброю, одяг, коней. За це Гестапо ув'язнило 17 чоловік, але їм вдалося втекти.
28 вересня 1944 р. село було звільнене від німецьких окупантів, і увійшло до складу спершу Дрогобицької, а потім — до Львівської області УРСР.
У грудні 1962 р. село, як і вся Турківщина, входить до складу Старосамбірського району. З 1965 року переходить до відновленого Турківського району.
На фронтах Другої світової війни 225 жителів Верхнього Висоцького боролися з німецько-нацистськими загарбниками, з них 72 загинули, 67 — нагороджені орденами і медалями.
Під час визвольної боротьби УПА у межах каральної акції повстанців було вбито за співпрацю з радянською владою голову колгоспу І.Ляха, а також перших тутешніх комсомольців — Наталію і Мар'яна Височанських.
Загалом у радянських документах є відомості про 52-х мешканців села, які брали активну участь у боротьбі за незалежність України в лавах ОУН і УПА.
У повоєнні часи в селі функціонував колгосп «Верховина», за яким було закріплено 2102 га сільгоспугідь, у тому числі 1190 га орної землі, 1010 га лісу. В господарстві переважав м'ясо-молочний напрямок з розвинутим льонарством. Колгосп мав дві лісопильні. У селі було відділення Турківського райоб'єднання «Сільгосптехніки».
Працювали також дільнична лікарня, дитсадок, середня і дві початкові школи, Будинок культури, їдальня та 11 магазинів.

## Церкви

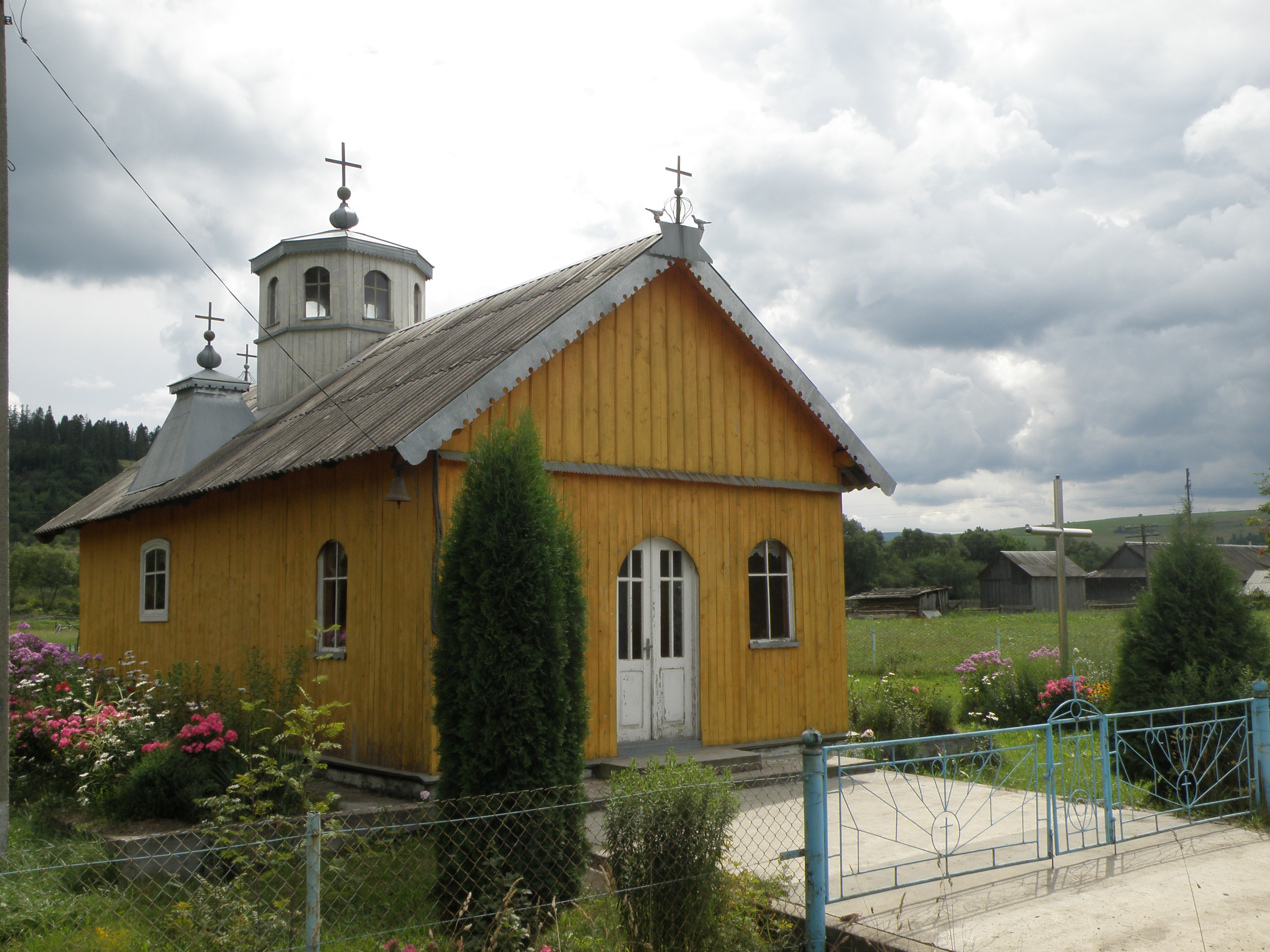
Каплиця Св. Анни

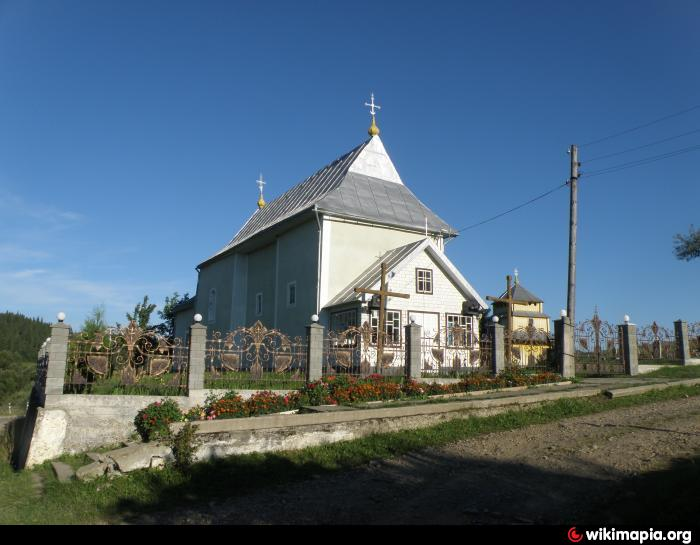
Церква Успіння Пресвятої Богородиці

На початку XVII ст. за кошти шляхтичів Височаських  у селі збудована римо-католицька каплиця Св. Анни, біля якої било струменем джерело. За переказами старожилів, від умивання джерельною водою зцілювалися люди. Каплиця простояла тут до кінця XIX ст. З часом від неї залишились руїни. У перші роки XX ст. повернувся з США односельчанин – п. Ярослав Шукость. Він, побачивши розвалену капличку, вирішив поставити нову, муровану. Вона простояла до 90-х років, і час зруйнував її. Завдяки ініціативі місцевої громади під керівництвом Антона Івановича Височанського було організовано її відбудову. 24 вересня 1994 р. — освячено відновлену каплицю. 5 листопада 2000 р. каплицю та джерело вдруге освятив преосвященніший владика Юліян (Вороновський), єпископ Самбірсько-Дрогобицький УГКЦ. Цього ж року до неї було прибудовано веранду.
У 1684 р. власник однієї з частин села — Андрій Височанський-Пашкович —  на своїй землі збудував муровану церкву Успіння Пресвятої Богородиці. Його син — Костянтин — заставив свою частин маєтку за 3 тисячі злотих монастиреві Василіан Львова, будує на своїй землі філію Лаврівського монастиря.
Судячи з досліджень місцевого краєзнавця Петра Зборовського, ця церква була побудова на місці більш давнього храму, руїни якого, вочевидь, послугували як будівельні матеріали. Так, у 2001 році, напередодні свята Воскресіння Христового, у храмі робили генеральне прибирання і один із прислужників, витираючи порох на підвіконні вівтарної частини храму, побачив напис. Через бетон проступали церковнослов'янським шрифтом писані цифри «1212».
Церква має риси оборонної споруди. Сучасні форми зближують будову церкви з храмами латинізованого типу. Мурована з каменю, чотиридільна, витягнена в плані споруда, що складається з чотирьох прямокутників. Три об'єми вкриті спільним чотирисхили дахом, а нижній вівтар — трисхилим. Отиньковані стіни без архітектурного декору з високопосадженими маленькими віконечками. До чільного фасаду у 2002 році добудовано засклений ґанок з білої цегли. Храм належить громаді УГКЦ.

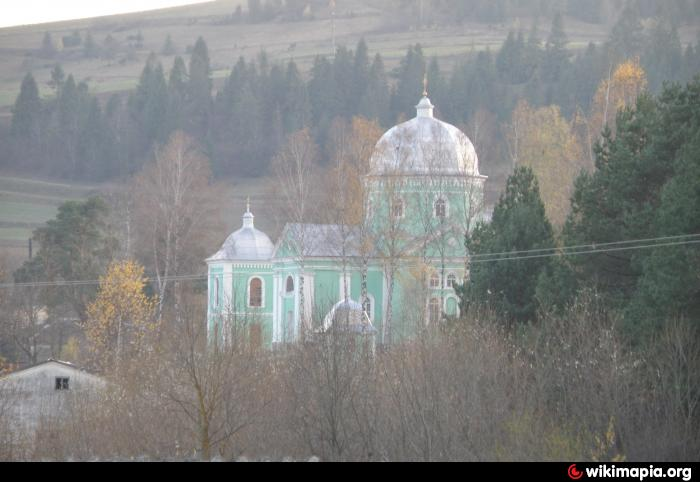
Церква Святого Миколая

А мурована церква Святого Миколая, що розташована в центрі села, на високому пагорбі при дорозі, постала 1890-го року. Збудована вона за проектом львівського архітектора Івана Левинського на кошти одеського купця Василь Верига-Височанський-Петрушевич , уродженця села Верхнє Висоцьке. За проектом вона мала бути триверхою спорудою. Але будівничий Мечислав Білявський відійшов від проекту і звів церкву одноверхою.
Хрещата споруда в неоукраїнському стилі орієнтована вівтарем на захід. В плані до квадратної нави з заходу прилягає півциркульний вівтар з двома прямокутними захристіями, з півночі і півдня — прямокутні бічні рамена, зі сходу — прямокутний бабинець. Наву на невисокому, видимому ззовні, четверику вінчає великий світловий восьмериковий барабан, вкритий цибулястою банею. Вівтар накритий конічним дахом, бічні рамена і бабинець двосхилими причілковими. Стіни тиньковані, завершені антаблементом. Бабинець на чільному фасаді декорований старовинними канелюрованими пілястрами. На його бічних фасадах такі ж пілястри підкреслюють внутрішньо виділений присінок. Віконні отвори з півциркульним завершенням, декоровані профільними обрамуваннями. В тимпанках фронтовиків — круглі ніші з хрестами. Стіни восьмерика прикрашені аркатурним поясом. Вхідний проріз чільного фасаду — прямокутний, над ним влаштоване термальне вікно. Зараз церква відноситься до громади парафіян ПЦУ.

## Пам'ятки природи
- Ялина — заповідне урочище місцевого значення.

## Сучасне село
Сучасне Верхнє Висоцьке є місцем відпочинку, яке щороку приймає сотні туристів, охочих насолодитися мальовничою красою Карпат. Зокрема, приймають туристів та відпочивальників садиба «Яна», котедж «Рос», агрооселя «У Петровича», агрооселя «У Марії».
Працюють також такі підприємства як: ПП «Фантазія», АТзОВ «Верховина», МПП «Ліман», МПП «Сонячні Карпати», ТзОВ «Східноєвропейська  деревообробна компанія» та фермерське господарство «Стожари».
У селі є понад 20 магазинів та аптека, щотижня працює ринок.
Сьогодні у Верхньому Висоцькому  є навчально-виховний комплекс. Функціонують також  Народний дім (зал на 305 місць), бібліотека (7073 книги), дільнича лікарня, поштове відділення, агентство Ощадбанку.
У селі є футбольний клуб «Верховина». Його гравці беруть активну участь у місцевих футбольних матчах.

## Населення
Динаміка зміни чисельності населення села
| Рік       | 1890 | 1921 | 1970 | 1989 | 2001 |
| --------- | ---- | ---- | ---- | ---- | ---- |
| Населення | 2175 | 2684 | 2572 | 2345 | 2118 |

Поширені прізвища: Височанський, Ляхман, Фиштик та інші.

## Люди
Із села походить чимало видатних людей:
- Костянтин Височанський — професор богослов'я.
- Михайло Павлишенко — доктор економічних наук.
- Омелян Височанський — польський дипломат.
- Фиштик Йосип Іванович — заслужений діяч мистецтв України, поет-пісняр, журналіст.
- Василь Верига-Височанський-Петрушевич [en]— землевласник, одеський купець-фабрикант, меценат.
- Віктор Височанський — єпископ Польської католицької церкви.
- Маковець Оксана Йосипівна (навчалася в середній школі Верхнього Висоцького) — українська поетеса, член Національної Спілки письменників України. З 1996 мешкає в США.
- Михайло Лук'янович Бурчин на 2018 рік був найстарішим чоловіком в Україні, якому 10 листопада 2018 р. виповнилося 114 років. Народився у селі Верхнє Висоцьке Турківського району. Живе у селі Вівня Стрийського району Львівської області[51].